# Station Bojong
Station Bojong is een  spoorwegstation in Ciamis in de Indonesische provincie West-Java.